# The Final Girl (film, 2010)
Pour les articles homonymes, voir The Final Girl.
Pour plus de détails, voir Fiche technique et Distribution.
The Final Girl est un film américain écrit et réalisé par Todd Verow, sorti en 2010.

## Synopsis
Trois parisiennes découvrent que leurs vies sont interconnectées à une quatrième mystérieuse femme ... qui reste hors de portée.

## Fiche technique
- Titre original : The Final Girl
- Réalisation : Todd Verow
- Scénario : Todd Verow
- Producteur : Todd Verow
- Société de production : Bangor Films
- Pays de production :  États-Unis
- Langue originale : français
- Genre : Drame, romance saphique
- Durée : 80 minutes (1 h 20)
- Date de sortie :
  - États-Unis : 31 août 2010

## Distribution
- Wendy Delorme : The Final Girl
- Véronique Lindenberg : la femme mystérieuse
- Judy Minx : la colocataire
- Pascale Ourbih : la femme d'affaires
- Brenda Velez : Leena